# 우리가 응원한다! 청춘하라!
《우리가 응원한다! 청춘하라!》는 2015년 KBS Joy에서 방송된 프로그램이다. 예선을 통과한 4팀의 2030 청년들이 자신의 꿈을 발표하고, 심사단과 방청객의 공감투표를 통해 우승자를 가린다. 우승자는 자신의 꿈 실현을 위한 지원금을 받게 된다.

## 1회
리버스팩토리가 우승했다.
| 이름                | 꿈                                   |
| ------------------- | ------------------------------------ |
| 리버스팩토리        | 유럽 구단주 되기                     |
| 노이즈필름 스튜디오 | 무인도에서 심령 영상 + 서바이벌 촬영 |
| 김수진              | 서경배 회장 만나기                   |
| 르포렘              | 첼로로 세계 정복                     |

## 2회
커짐이 우승했다.

## 3회
문지훈이 우승했다.
| 이름   | 꿈                          |
| ------ | --------------------------- |
| 박지혜 | 여행 신발 제작              |
| 문지훈 | 소도시 게릴라 콘서트 개최   |
| 정유진 | UFC 진출                    |
| 유투부 | 소외지역 아이들의 멘토 되기 |

## 4회
얼스그라운드가 우승했다.
| 이름         | 꿈          |
| ------------ | ----------- |
| 김아영       |             |
| 소가현       |             |
| 얼스그라운드 | 손수레 개조 |
| 이보석       |             |

## 7회
국민 레이싱이 우승했다.

## 8회
마블러스 모션이 우승했다.